# Pinilla Trasmonte
Pinilla Trasmonte ist ein Ort und eine nordspanische Landgemeinde (municipio) mit 161 Einwohnern (Stand: 2024) im Westen der Provinz Burgos in der Autonomen Gemeinschaft Kastilien-León.

## Lage und Klima

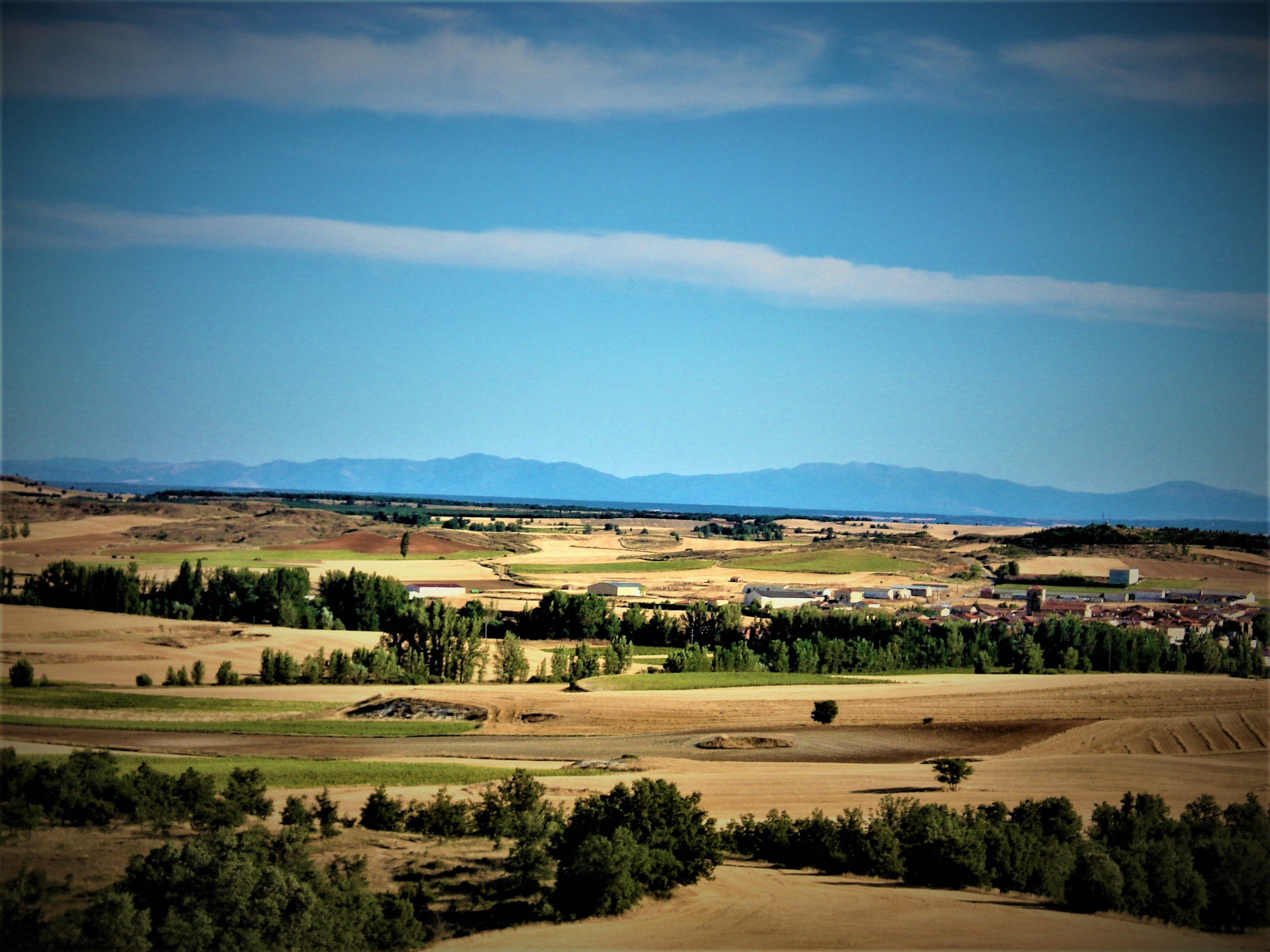
Landschaftspanorama um Pinilla Trasmonte

Der Ort Pinilla Trasmonte liegt am Río Esgueva ca. 15 km südlich des Río Arlanza in der kastilischen Hochebene (meseta) gut 73 km (Fahrtstrecke) südöstlich der Provinzhauptstadt Burgos in einer Höhe von ca. 950 m; die historisch bedeutsame Kleinstadt Aranda de Duero ist gut 32 km in südlicher Richtung entfernt. Das Klima ist gemäßigt bis warm; Regen (ca. 535 mm/Jahr) fällt übers Jahr verteilt.

## Bevölkerungsentwicklung
| Jahr      | 1857 | 1900 | 1950 | 2000 | 2018 |
| Einwohner | 698  | 719  | 692  | 224  | 167  |

Die Mechanisierung der Landwirtschaft, die Aufgabe bäuerlicher Kleinbetriebe und der damit einhergehende Verlust von Arbeitsplätzen haben seit der Mitte des 20. Jahrhunderts zu einem deutlichen Rückgang der Einwohnerzahlen geführt (Landflucht).

## Wirtschaft
Die Einwohner der Landgemeinde leben hauptsächlich von der Landwirtschaft (Ackerbau, Viehzucht und Weinbau); die Gemeinde gehört zum Weinbaugebiet Arlanza (D.O.). Seit den 1960er Jahren spielt auch die sommerliche Vermietung von Ferienhäusern (casas rurales) eine gewisse wirtschaftliche Rolle.

## Geschichte
Über die Ursprünge des Ortes ist so gut wie nichts bekannt. Auf dem nahegelegenen Hügel Alto de San Pedro wurden die spärlichen Überreste einer keltischen Siedlung gefunden; aus römischer Zeit ist die Existenz einer Straße überliefert, aber bislang nicht durch Funde bestätigt. Westgotische und selbst maurische Spuren fehlen. Im frühen 10. Jahrhundert wurde die Gegend von den Christen unter der Führung von König Alfons III. zurückerobert (reconquista) und anschließend neu- oder wiederbesiedelt (repoblación); in dieser Zeit entstand wahrscheinlich der Ort, dessen zwei Steinbrücken wichtig für die alljährlichen Flussüberquerungen der Hirten und ihrer Herden war (Transhumanz und Triftwege in Spanien).

## Sehenswürdigkeiten
- Die Iglesia de Nuestra Señora de la Asunción ist der Himmelfahrt Mariens geweiht und entstand im ausgehenden 15. und im frühen 16. Jahrhundert. Der Glockenturm (campanario) erhebt sich ungewöhnlicherweise über der Apsis. Das Südportal zeigt eindeutige Renaissanceformen (kannelierte Säulen, Arabesken etc.); es führt in das dreischiffige und von spätgotischen Sterngewölben bedeckte Innere der Kirche.
- Am Ortsrand gibt es noch einige Felsenkeller (bodegas), einen überdachten hölzernen Klauenstand (potro de herrar), ein Backhaus (horno) sowie einen Waschplatz (lavadero) mit angeschlossener Viehtränke (abrevadero).

Umgebung
- Die etwa 2 km vom Ort entfernte Ermita de la Virgen ist ein schmuckloser Bau aus dem 18. oder 19. Jahrhundert.
- Zwei frühneuzeitliche Steinbrücken (Puente arriba und Puente bajero) führen über den Río Esgueva.